# Équipe des États-Unis féminine de soccer en 2013
Cet article traite de la Équipe des États-Unis de soccer féminin en 2013, pour l'équipe masculine, voir Équipe des États-Unis de soccer en 2013.
Chronologie
Saison précédente
La campagne 2013 de l'équipe des États-Unis de soccer féminin.

## L'équipe

### Effectif actuel
Les 25 joueuses suivantes ont été convoquées pour les matchs amicaux contre l'Australie le 20 octobre et la Nouvelle-Zélande le 27 et 30 octobre 2013.

#### Appelés récemment
Les joueuses suivantes ne font pas partie du dernier groupe appelé mais ont été retenus en équipe nationale lors des 12 derniers mois.
Les joueuses qui comportent ce signe , sont blessés.
| Pos. | Nom             | Date de Naissance | Sél. | Buts | Club                   | Dernier appel                 |
| ---- | --------------- | ----------------- | ---- | ---- | ---------------------- | ----------------------------- |
| GB   | Ashlyn Harris   | 19 octobre 1985   | 2    | 0    | Washington Spirit      | vs Canada, 2 juin 2013        |
| GB   | Jane Campbell   | 17 février 1995   | 0    | 0    | Concorde Fire South    | vs Écosse, 9 février 2013     |
| DF   | Kelley O'Hara   | 4 août 1988       | 40   | 0    | Sky Blue FC            | vs Corée du Sud, 20 juin 2013 |
| DF   | Amy LePeilbet   | 12 mars 1982      | 84   | 0    | Chicago Red Stars      | vs Chine, 15 décembre 2012    |
| DF   | Julie Johnston  | 6 avril 1992      | 2    | 0    | Broncos de Santa Clara | vs Canada, 2 juin 2013        |
| ML   | Erika Tymrak    | 7 août 1991       | 1    | 0    | FC Kansas City         | vs Mexique, 3 septembre 2013  |
| ML   | Shannon Boxx    | 29 juin 1977      | 186  | 27   | Chicago Red Stars      | vs Pays-Bas, 9 avril 2013     |
| ML   | Lori Lindsey    | 19 mars 1980      | 31   | 1    | Washington Spirit      | vs Écosse, 13 février 2013    |
| ML   | Keelin Winters  | 9 décembre 1988   | 0    | 0    | Chicago Red Stars      | vs Écosse, 9 février 2013     |
| AT   | Zakiya Bywaters | 24 juillet 1991   | 0    | 0    | Chicago Red Stars      | vs Écosse, 9 février 2013     |
| AT   | Amy Rodriguez   | 17 février 1987   | 102  | 26   | Seattle Reign FC       | vs Chine, 15 décembre 2012    |
| AT   | Lindsey Horan   | 26 mai 1994       | 1    | 0    | Paris Saint-Germain    | vs Allemagne, 13 mars 2013    |

## Statistiques

### Matchs de la campagne 2013
| No | Date             | Lieu                                  | Adversaire       | Score | Comp. | Buteuse(s) États-Unis                                        | Buteuse(s) adversaire                              |
| -- | ---------------- | ------------------------------------- | ---------------- | ----- | ----- | ------------------------------------------------------------ | -------------------------------------------------- |
| 1  | 9 février 2013   | Jacksonville, EverBank Field          | Écosse           | 4-1   | A.    | Press 13e 31e, Boxx 52e, Leroux 88e                          | Little 54e                                         |
| 2  | 13 février 2013  | Nashville, LP Field                   | Écosse           | 3-1   | A.    | Rapinoe 21e, Wambach 51e, Press 54e                          | Grant 81e                                          |
| 3  | 6 mars 2013      | Albufeira, Estádio Municipal          | Islande          | 3-0   | AC.   | Buehler 48e, Boxx 63e, Wambach 74e                           |                                                    |
| 4  | 8 mars 2013      | Albufeira, Estádio Municipal          | Chine            | 5-0   | AC.   | Leroux 14e, Krieger 32e, Rapinoe 46e, Press 64e · Engen 84e  |                                                    |
| 5  | 11 mars 2013     | Lagos, Estádio Municipal              | Suède            | 1-1   | AC.   | Morgan 56e                                                   | Dahlkvist 4e                                       |
| 6  | 13 mars 2013     | Faro, Estádio Algarve                 | Allemagne        | 2-0   | AC.   | Morgan 13e 33e                                               |                                                    |
| 7  | 5 avril 2013     | Offenbach, Sparda Bank Hessen Stadium | Allemagne        | 3-3   | A.    | Wambach 47e, Rapinoe 56e, Morgan 71e                         | Kulig 63e, Okoyino da Mbabi 85e (pen.), Mittag 87e |
| 8  | 9 avril 2013     | La Haye, Kyocera Stadion              | Pays-Bas         | 3-1   | A.    | Heath 36e, Press 45e 60e                                     | Melis 81e                                          |
| 9  | 2 juin 2013      | Toronto, BMO Field                    | Canada           | 3-0   | A.    | Morgan 70e 72e, Leroux 90+3e                                 |                                                    |
| 10 | 15 juin 2013     | Foxborough, Foxboro Stadium           | Corée du Sud     | 4-1   | A.    | Mewis 3e, Cheney 7e, Lloyd 57e, Wambach 90+3e (pen.)         | So-hyun 26e                                        |
| 11 | 20 juin 2013     | Harrison, Red Bull Arena              | Corée du Sud     | 5-0   | A.    | Wambach 11e 20e 31e 45+2e, Cheney 67e                        |                                                    |
| 12 | 3 septembre 2013 | Washington, RFK Stadium               | Mexique          | 7-0   | A.    | Wambach 11e, Leroux 21e 22e 30e 41e · Buehler 55e, Brian 72e |                                                    |
| 13 | 20 octobre 2013  | San Antonio, Alamodome                | Australie        | 4-0   | A.    | Holiday 6e, Lloyd 14e, Wambach 56e, Press 90+1e              |                                                    |
| 14 | 27 octobre 2013  | San Francisco, Candlestick Park       | Nouvelle-Zélande | 4-1   | A.    | Rapinoe 7e, Lloyd 12e, Press 42e, O'Reilly 87e               | Wilkinson 54e                                      |
| 15 | 30 octobre 2013  | Columbus, Columbus Crew Stadium       | Nouvelle-Zélande | 1-1   | A.    | Leroux 42e                                                   | Wilkinson 87e                                      |
| 16 | 10 novembre 2013 | Orlando, Citrus Bowl                  | Brésil           |       | A.    |                                                              |                                                    |

| Score : - G = Match gagné - N = Match nul - P = Match perdu | Compétition : - A. = Match amical - AC. = Algarve Cup |